# Ferrari 735 LM
Ferrari 735 LM är en sportvagn, tillverkad av den italienska biltillverkaren Ferrari 1955.

## Bakgrund
Ferrari hade tagit hem titeln två år i rad under sportvagns-VM:s första säsonger, men till 1955 var Enzo Ferrari orolig att den stora V12-motorn var alltför tung. Hans sportvagnar skulle möta tuffare konkurrens, nu när Mercedes-Benz aviserat sin återkomst till sportvagnsracingen med 300 SLR. Därför beslutade man att skrota märkets främsta kännetecken och istället ta fram en lättare sexcylindrig motor, baserad på den framgångsrika Monza-modellens raka fyra.

## Utveckling

### 118 LM
Ferraris sexcylindriga sportvagn byggde vidare på chassit från Monza-modellen. Motorn var i sitt första utförande på 3,7 liter. Motorn fick beteckningen typ 118 och bilen kallas därför ofta 118 LM. Tyvärr visade det sig vara svårt att överföra Monza-motorns egenskaper till den sexcylindriga versionen. Den stora sexan hann aldrig provas ut ordentligt inför säsongen och den plågades av dålig tillförlitlighet, en svår brist inom all motorsport och speciellt så i uthållighetstävlingar.

### 121 LM
Till Le Mans-loppet 1955 tog Ferrari fram en större motor på 4,4 liter, betecknad typ 121. Den nya modellen, även kallad 121 LM, var inte mer pålitlig än den tidigare och efter ett förlorat år valde Ferrari att åter satsa på en V12:a i efterträdaren 290 MM. Två exemplar var konverterade 118 LM, medan två var nya chassin.

## Tekniska data
| Tekniska data           | 118 LM                                                | 121 LM                                                |
| ----------------------- | ----------------------------------------------------- | ----------------------------------------------------- |
| Motor:                  | Frontmonterad 6-cylindrig radmotor                    | Frontmonterad 6-cylindrig radmotor                    |
| Cylindervolym:          | 3747 cm³                                              | 4412 cm³                                              |
| Borrning x slaglängd:   | 94,0 x 90,0 mm                                        | 102,0 x 90,0 mm                                       |
| Kompression:            | 8,5:1                                                 | 8,5:1                                                 |
| Max effekt vid varvtal: | 280 hk vid 7 000 v/min                                | 300 hk vid 6 000 v/min                                |
| Ventilstyrning:         | Dubbla överliggande kamaxlar, 2 ventiler per cylinder | Dubbla överliggande kamaxlar, 2 ventiler per cylinder |
| Förgasare:              | 3 Weber 50 DCOA                                       | 3 Weber 50 DCOA                                       |
| Växellåda:              | 5-växlad manuell                                      | 5-växlad manuell                                      |
| Hjulupphängning fram:   | Dubbla tvärlänkar, skruvfjädrar                       | Dubbla tvärlänkar, skruvfjädrar                       |
| Hjulupphängning bak:    | De Dion-axel, tvärliggande bladfjäder                 | De Dion-axel, tvärliggande bladfjäder                 |
| Bromsar:                | Hydrauliska trumbromsar                               | Hydrauliska trumbromsar                               |
| Chassi & kaross:        | Fackverksram av stål med aluminiumkaross              | Fackverksram av stål med aluminiumkaross              |
| Hjulbas:                | 240 cm                                                | 240 cm                                                |
| Torrvikt:               | 850 kg                                                | 850 kg                                                |

## Tävlingsresultat

### Sportvagns-VM 1955
Säsongen 1955 kom att präglas av 118/121-modellens notoriskt dåliga tillförlitlighet. Bilens bästa resultat blev en tredjeplats i Mille Miglia för Umberto Maglioli och Luciano Monteferrario i en 118 LM.
Ferrari lyckades ändå komma tvåa i mästerskapet, efter Mercedes-Benz. Detta tack vare poäng tagna med företrädaren Ferrari 375 Plus och den mindre Monza-modellen.

## Tillverkning
| Modell | Antal |
| ------ | ----- |
| 118 LM | 3     |
| 121 LM | 4     |